# Multilevel Governance
Multi-Level-Governance-Ansatz (MLG-Ansatz) nach Liesbet Hooghe und Gary Marks ist eine analytische Methode der Politikwissenschaft, die sich hauptsächlich auf die deskriptive Beschreibung der EU als erste internationale postmoderne Ordnung konzentriert.

## Merkmale
Hauptmerkmale des Multi-Level Governance-Ansatzes ist eine Mehrebenenverflechtung der politischen Strukturen durch supranationale, aber auch intergouvernementale Entscheidungsebenen mit der Einbeziehung einer großen Anzahl von supranationalen, intergouvernementalen, nationalen, aber auch subnationalen Akteuren. Ein Multilevel-Governance System zeichnet sich aber auch durch weitgehende funktionale Differenzierung aus, das heißt verschiedene Ebenen werden je nach Funktionalität der Kooperation differenziert strukturiert. Durch supranationale Entscheidungsebenen werden die Souveränitäten der Mitgliedsstaaten in der EU zentral gepoolt, so dass Kompetenzen der Mitgliedsstaaten dauerhaft abgegeben werden. Durch diese Entscheidungen supranationaler Art auf der übergeordneten Ebene kommt es zu einem sogenannten Nullsummen-Spiel. Das heißt, dass es immer Verlierer (−1) und Gewinner (+1) gibt, die Entscheidung als Ganzes allerdings – um in einer Mehrheitsabstimmung akzeptiert zu werden – mindestens eine Nullsumme ergeben muss. Ein weiteres zentrales Merkmal des Ansatzes ist die Verflechtung der Ebenen und Akteure, da Kompetenzen nicht klar abgegrenzt, sondern auf verschiedene Ebenen und Akteure verteilt sind.
Der politische Entscheidungsprozess wird für die Analyse zunächst in vier Phasen gegliedert, in denen die verschiedenen Akteure auf den verschiedenen Ebenen unterschiedlich großen Einfluss nehmen. Die vier Abschnitte bezeichnen Hooghe und Marks als policy initiation, decision-making, implementation und adjudication.

## Akteure
Beim MLG-Ansatz handelt es sich um einen akteurszentrierten Ansatz, für den aufgrund der Vielzahl der verschiedenen relevanten Akteure auch die Beschreibung „multi-actor“-Ansatz zutreffend ist.
Die Akteure, die am politischen Entscheidungsprozess innerhalb der Europäischen Union mitwirken, sind nationale Akteure (Regierungen der Mitgliedstaaten der EU); subnationale Akteure (regionale Regierungen der Mitgliedsstaaten der EU); Organe der Europäischen Union (Kommission, Ministerrat, Parlament, EuGH);
wirtschaftliche Interessengruppen; gesellschaftliche Interessengruppen.

## Die verschiedenen Ebenen des MLG-Ansatzes
Die Ebenen, denen die verschiedenen relevanten Akteure entstammen, stellen gleichzeitig die Ebenen dar, auf denen im MLG-Ansatz der politische Entscheidungsprozess innerhalb der EU stattfindet. Es gibt also unter der nationalen eine regionale/subnationale Ebene, sowie darüber eine intergouvernementale  und supranationale, die europäische Ebene.

## Kategorisierung und Bewertung des Ansatzes
Da es sich beim MLG-Ansatz um einen offenen Ansatz handelt, der sich an der Entwicklung der EU als ersten Präzedenzfall orientiert, wird kein eindeutiges Ziel der Integration verfolgt oder festgelegt. Dies lässt den Forschern viel Freiraum in der Anwendung und Entwicklung weiterer Aspekte der Theorie. Diese dynamische Entwicklung spiegelt sich in der momentanen Hinwendung zu Fragen der Input- und Output-Legitimität der Entscheidungsfindung und zur normativen Betrachtung der Inklusion nichtstaatlicher Akteure. Dieser Ansatz richtet sich also gegen den intergouvernementalen Ansatz der internationalen Theorie und plädiert für ein Denken, welches besagt, dass einerseits übergeordnete Ebenen durchaus Entscheidungen aus Eigeninteresse über die Interessen der Einzelstaaten hinaus treffen können, andererseits aber eine Vielzahl von Akteuren auf den Entscheidungsprozess auch auf EU-Ebene Einfluss nehmen können.

## Kritik
Der Ansatz überbewertet momentan nichtstaatliche Akteure und ihren Einfluss, da zwar der normative Wille nach Einbeziehung vorhanden ist, real aber die Teilnahme dieser Akteure am Entscheidungsprozess wegen finanzieller und struktureller Bedingungen nur bedingt gleichverteilt auf allen Ebenen stattfinden kann. Diese haben zudem meist nur beratenden Charakter. Auch wird kritisiert, dass keine kausalen Faktoren die in dieser Theorie beschriebenen Fakten stützen, so dass keine zentrale Hypothese abgeleitet werden kann. Auch bleibt die Verflechtung nach außen mit dem internationalen System weitgehend unberücksichtigt (nur low politics werden berücksichtigt). Ein generelles Problem ist der neue Nutzen der Analyseebene. Oft wird unterstellt, dass der Multi-Level Governance-Ansatz nur eine Mischung aus bereits existierenden Ansätzen wie der Netzwerkanalyse, der Policy-Analyse und der Interdependenztheorie sei. Außerdem wird kritisiert, dass es sich beim MLG-Ansatz lediglich um eine beschreibende Metapher, keinesfalls aber um eine eigenständige Theorie handle. Auch wenn der Ansatz keine Erklärung für die europäische Integration liefert, so beschreibt er sie doch sehr genau.